# Rien à faire
Pour plus de détails, voir Fiche technique et Distribution.
Rien à faire est un film français réalisé par Marion Vernoux et  sorti en 1999.

## Fiche technique
Source : IMDb, sauf mention contraire
- Réalisation : Marion Vernoux
- Scénario : Santiago Amigorena, Gaëlle Macé, Marc Syrigas et Marion Vernoux
- Production : 
  - Producteur : Pascal Verroust
  - Producteur exécutif : Alain Rozanès
- Musique : Alexandre Desplat
- Photographie : Dominique Colin
- Montage : Jennifer Augé
- Distribution des rôles : Frédérique Giess, Bruno Levy, Emma Skowronek
- Création des décors : Emmanuelle Duplay, Philippe van Herwijnen
- Création des costumes : Marie Vernoux
- Photographe de plateau : Bernard Fau
- Société(s) de production : ADR Productions, Canal+, Centre National de la Cinématographie
- Société(s) de distribution :
- Format : couleur - 2,35:1 - 35 mm  - Son Dolby Digital
- Pays d'origine :  France
- Genre  : drame et romantique
- Durée : 105 minutes
- Date de sortie :	
  - France : 1er décembre 1999

## Distribution
- Valeria Bruni Tedeschi : Marie Del Sol
- Patrick Dell'Isola : Pierre Perset
- Sergi López : Luis
- Florence Thomassin : Sophie
- Chloé Mons : Catherine
- Alexandre Carrière : Hervé
- Rachid Bouali : le serveur du café
- Annette Lowcay : la caissière du supermarché
- Marco Cherqui : Antoine
- Antoine Mathieu : Martineau
- Dodine Herry : la directrice des Ressources Humaines
- Éric Caravaca : le jeune homme du bus
- Farida Rahouadj : la voisine de l'ascenseur